# SN 2007ub
SN 2007ub – supernowa typu Ia odkryta 7 listopada 2007 roku w galaktyce A020724-0351. Jej jasność pozostaje nieznana.